# Kék Duna keringő
- Kék duna keringő

Nem tudod lejátszani a fájlt?
A Kék Duna keringő (németül: An der schönen blauen Donau, op. 314) ifj. Johann Strauss 1866-ban komponált leghíresebb műve, a történelem eddig legtartósabb sikerű tánczenéje. A keringő eredetileg kórusműnek íródott, csak később írta át Strauss hangszeres formátumúra. Első bemutatására 1866. február 13-án került sor Bécsben. A mai napig az egyik legismertebb és leggyakrabban játszott zenekari mű.[forrás?]

## Története
Strauss a Wiener Männergesang-Verein, a Bécsi Férfidalárda megrendelésére és a dalosok házipoétájának, a rendőrhivatalnok Josef Weilnek a szövegére komponálta a valcert 1867-ben. Az ezt megelőző évben szenvedett Ausztria vereséget a königgrätzi csatában, a porosz–osztrák–olasz háborúban, ami miatt sok bált lemondtak farsang idején. A férfi kórusegyesület a bolondok estéjén egy dalestet tartott, és felkérték Strausst, hogy komponáljon nekik egy keringőt, az első vokálkeringőjét. A szöveg parodisztikus jellegű volt, egy szatirikus korkritika. 1867. február 13-án Nikolaus Dumba Palais Dumbajában tartották az ősbemutatót, mely csak mérsékelt sikert aratott. A szerző csalódottan így fakadt ki: „Den Walzer mag der Teufel holen, nur um die Coda tut’s mir leid – der hätt’ ich einen Erfolg gewünscht.” („Az ördög vigye a keringőt, csak a kódát sajnálom, annak kívántam volna egy sikert.”) Még ugyanebben az évben Strauss a párizsi világkiállításon lépett fel, és sürgősen szüksége volt új kompozíciókra, ezért gyorsan írt egy csupán hangszeres változatot a keringőre: a Le beau Danube bleu című mű óriási sikert aratott. A Donauwalzer 25 éves jubileumán az egyesült osztrák-magyar katonazenekarok élén vezénylő szerzőt 15 000 főnyi tömeg ünnepelte.

### Címének eredete
Eredeti címe: An der schönen blauen Donau (op. 314). Egyes vélemények szerint a kék Duna kifejezés abból az osztrák legendából származik, hogy a szerelmesek előtt kék színűnek tűnnek a Duna egyébként szürke hullámai. Nem tisztázott, habár valószínű, hogy Strauss a darab eredeti elnevezésénél Karl Isidor Beck magyar költő versére hivatkozott, amelyik tartalmazza a „szép kék Dunánál” sort, ami azonban nem Bécsre vonatkozik, hanem Beck szülővárosára, Bajára. Baja a „kék” Duna mellett fekszik, de elhatárolódik a közeli Tiszától, ami a „szőke” jelzővel van ellátva.

## A mű szerkezete
A Kék Duna keringő is magán viseli a szerző jellegzetes stílusjegyeit. Strauss keringőire jellemző formális felépítésük (bevezetés, öttagú valcerlánc és kóda), „pikáns” ritmikájuk, választékos dallamviláguk és kitűnő hangszerelésük, melyek még Bülow, Wagner és Brahms csodálatát is kivívták. Zenéjében az osztrák néptánc szellemét jellegzetesen bécsi fogalmazásban érvényesítette, bizonyos kedélyes könnyűvérűséggel vegyítve, és azt az osztrák népies muzsikálásból megőrzött naturalisztikus hangszereléssel párosította. Strauss teremtette meg az úgynevezett táncoperettet, amelyben a tánczene hordozza a teljes színpadi cselekményt. Elődei egyszerű táncsorozatából a keringőegyveleg magasabb formáját fejlesztette ki, a kaleidoszkópszerű valcerciklusokat igen változatosan kezeli: többnyire hangulatos, lassú bevezetéssel kezdi, amelyből aztán pillangóként röppen ki a tánc, mint a napsütés a komor tájból. A kóda, a ciklus lezárása általában újra érinti a jellegzetes motívumokat. Az egészet végül a kezdő fővalcer koronázza meg.

## Szövege
Ma legtöbbször mint zenekari keringőt játsszák. 1890 óta néha éneklik hozzá a Franz von Gernerth által írt „Donau so blau” (Oly kék Duna) szöveget is.
Donau so blau, so schön und blau,

durch Tal und Au wogst ruhig du hin,

dich grüßt unser Wien, dein silbernes Band.

knüpft Land an Land und fröhliche Herzen

schlagen an deinem schönen Strand.
Weit vom Schwarzwald her

eilst du hin zum Meer,

spendest Segen allerwegen,

Ostwärts geht dein Lauf,

nimmst viel Bruder auf:

Bild der Einigkeit für alle Zeit!

Alte Burgen Seh'n nieder von den Höh'n,

grüssen gerne dich von ferne

und der Berge Kranz,

hell vom Morgen glanz,

spiegelt sich in deiner Wellen Tanz.
Die Nixen auf dem Grund,

die geben's flüsternd kund,

was alles du erschaut,

seit dem über dir der Himmel blaut.

Drum schon in alter Zeit

ward dir manch Lied geweiht;

und mit dem hellsten Klang preist

immer auf's Neu dich unser Sang.
Halt an deine Fluten bei Wien,

es liebt dich ja so sehr!

Du findest, wohin du magst zieh'n,

ein zweites Wien nicht mehr!

Hier quillt aus voller Brust

der Zauber heit'rer Lust,

und treuer, deutscher Sinn streut

aus seine Saat von hier weithin.

## A Kék Duna keringő napjainkban
A Kék Duna keringő a csúcspontja a Bécsi Filharmonikusok újévi koncertjének, holott sosem része a hivatalos programnak és mindig ráadásként játsszák (ahogy a Radetzky-indulót is). A keringőt hagyományosan minden újévkor is leadják az osztrák állami rádiókban és a televízióban röviddel éjfél után.
1945. április 29-én, Ausztria függetlenségének kikiáltásakor himnusz hiányában a parlament a Kék Duna keringőt lejátszását javasolta. Szintén a nemzeti himnusz helyett játszották az osztrák labdarúgó válogatott első meccsein a második világháború után. Még ma is titkos himnuszként tartják számon a Radetzky-induló, Ó Te Ausztriám, a sokkal modernebb I am from Austria és más zeneművek mellett.
Új-Zélandon a közlekedési rádió ismertetődallamaként használják, és Uruguay parti rádiójának. Kínai belföldi repülővonalakon a leszálláskor nyugtatásképpen játszották.
A századfordulón több zeneszerző és mzenész, mint például Moriz Rosenthal vagy Cziffra György is írtak a műről koncert-parafrázisokat. A legismertebb Adolf Schulz-Evler tollából származik.

### Egyéb kapcsolódó történetek
A Kék Duna keringő volt az utolsó darab, amit az angol RMS Lusitania luxusgőzös éttermében játszott a hajó zenekara az első osztályon ebéd közben, mielőtt 1915. május 7-én egy német tengeralattjáró el nem süllyesztette az ír partoknál.
A zenemű  több filmben is felhangzik: a legismertebb talán Stanley Kubrick sci-fi-klasszikusa, a 2001: Űrodüsszeia (1968). Hallható volt a Squid Game (2021) című koreai televíziós sorozatban is.

## Híres hangfelvételek
- Erna Sack (németül)
- Gyurkovics Mária (magyarul)